# 内海ゴンドラ
内海ゴンドラ（うつみゴンドラ）は、かつて愛知県知多郡南知多町の内海フォレストパーク内を運行していた索道（ロープウェイ）である。

## 概要
知多乗合が運営していた。内海ゴンドラ開業時の運営会社は、内海フォレストパークを運営していた名古屋鉄道であった。その後に名鉄グループの知多乗合へ移管された。
運賃は内海フォレストパークの入場料に含まれていた。内海海岸から知多半島の最高峰の高峯山（標高128m）の山頂を結び、伊勢湾を望むことができた。内海フォレストパークの閉園と同時に廃止された。

## 歴史
- 1982年（昭和57年）10月2日：名古屋鉄道が内海フォレストパークを開園、同時に内海ゴンドラを開業。
- 時期不明：内海ゴンドラの運営を知多乗合へ移管。
- 2003年（平成15年）11月3日：名古屋鉄道が経営不振により内海フォレストパークを閉園、同時に内海ゴンドラを廃止。

## 路線データ
- 路線距離（営業キロ）：268m
- 方式：単線自動循環式
- 駅数：2駅（起終点駅含む）
- 傾斜角度：36度 - 日本一の勾配であった。[要出典]

## 駅一覧
山麓駅 - 山頂駅